# Брудзень-Малий
Брудзень-Малий (пол. Brudzeń Mały) — село в Польщі, у гміні Брудзень-Дужий Плоцького повіту Мазовецького воєводства.
Населення — 142 особи (2011).
У 1975-1998 роках село належало до Плоцького воєводства.

## Демографія
Демографічна структура станом на 31 березня 2011 року:
|          | Загалом | Допрацездатний вік | Працездатний вік | Постпрацездатний вік |
| -------- | ------- | ------------------ | ---------------- | -------------------- |
| Чоловіки | 65      | 13                 | 44               | 8                    |
| Жінки    | 77      | 19                 | 42               | 16                   |
| Разом    | 142     | 32                 | 86               | 24                   |